# نيكولاي ميخائلوف
نيكولاي ميخائلوف (بالبلغارية: Николай Михайлов)‏ (Nikolay Borislavov Mihaylov) (مواليد 28 يونيو 1988)، هو لاعب كرة قدم كان يلعب كحارس مرمى. يلعب مع منتخب بلغاريا لكرة القدم منذ عام 2006.

## وصلات خارجية
- نيكولاي ميخائلوف على موقع الاتحاد الأوربي (الإنجليزية)
- نيكولاي ميخائلوف على موقع اتحاد تركيا (لاعب) (الإنجليزية)
- نيكولاي ميخائلوف على موقع قاعدة بيانات كرة القدم.إي يو (الإنجليزية)
- نيكولاي ميخائلوف على موقع بيانات كرة القدم. دي إي (الألمانية)
- نيكولاي ميخائلوف على موقع ناشيونال فوتبول تيمز (الإنجليزية)
- نيكولاي ميخائلوف على موقع Soccerbase.com (لاعب) (الإنجليزية)
- نيكولاي ميخائلوف على موقع Soccerway.com (الإنجليزية)
- نيكولاي ميخائلوف على موقع عالم كرة القدم.نت (الإنجليزية)
- نيكولاي ميخائلوف على موقع AS.com (الإسبانية)